# Garage Pordenone
Garage Pordenone è un album in studio del gruppo musicale italiano dei Tre Allegri Ragazzi Morti, pubblicato il 12 aprile 2024 da La Tempesta Dischi.

## Tracce
1. Ho'oponopono – 3:01 (testo: Davide Toffolo – musica: Damiano Negrisoli)
2. La sola concreta realtà – 3:05 (testo: Davide Toffolo – musica: Davide Toffolo)
3. Mi piace quello che è vero – 3:26 (testo: Davide Toffolo – musica: Alex Ingram)
4. Jessica dislessica – 3:19 (testo: Alex Ingram – musica: Alex Ingram)
5. Fino a quando dura – 2:23 (testo: Davide Toffolo – musica: Damiano Negrisoli)
6. Greta la bambina – 3:20 (testo: Davide Toffolo – musica: Enrico Molteni, Luca Masseroni)
7. Robot rendez-vous – 3:55 (testo: Davide Toffolo – musica: Enrico Molteni, Luca Masseroni)
8. L'oscena – 1:23 (testo: Davide Toffolo – musica: Enrico Molteni, Luca Masseroni, Andrea Maglia)
9. Che cosa hai visto tu? – 2:33 (testo: Davide Toffolo – musica: Andrea Maglia)
10. La misura – 2:34 (testo: Davide Toffolo – musica: Enrico Molteni, Luca Masseroni, Andrea Maglia)
11. Crocchette buone – 3:19 (testo: Davide Toffolo – musica: Paolo Baldini)
12. Torpignattara – 3:36 (musica: Davide Toffolo, Paolo Baldini, Luca Masseroni)

Durata totale: 35:54

## Formazione
- Davide Toffolo – voce, chitarra
- Enrico Molteni – basso, cori
- Luca Masseroni – batteria

## Remix
La band ha pubblicato, verso la fine del 2024, una versione remixata del brano in chiave dub dell'album, chiamata Garage dub.